# Gre-No-Li
Slovo Gre-No-Li  je spojení jmen třech iniciál slavných švédských fotbalových hráčů Grena, Nordahla a Liedholma, označuje slavnou trojici útočníků, která hrála ve Švédské reprezentaci a v italském klubu AC Milán na začátku padesátých letech.

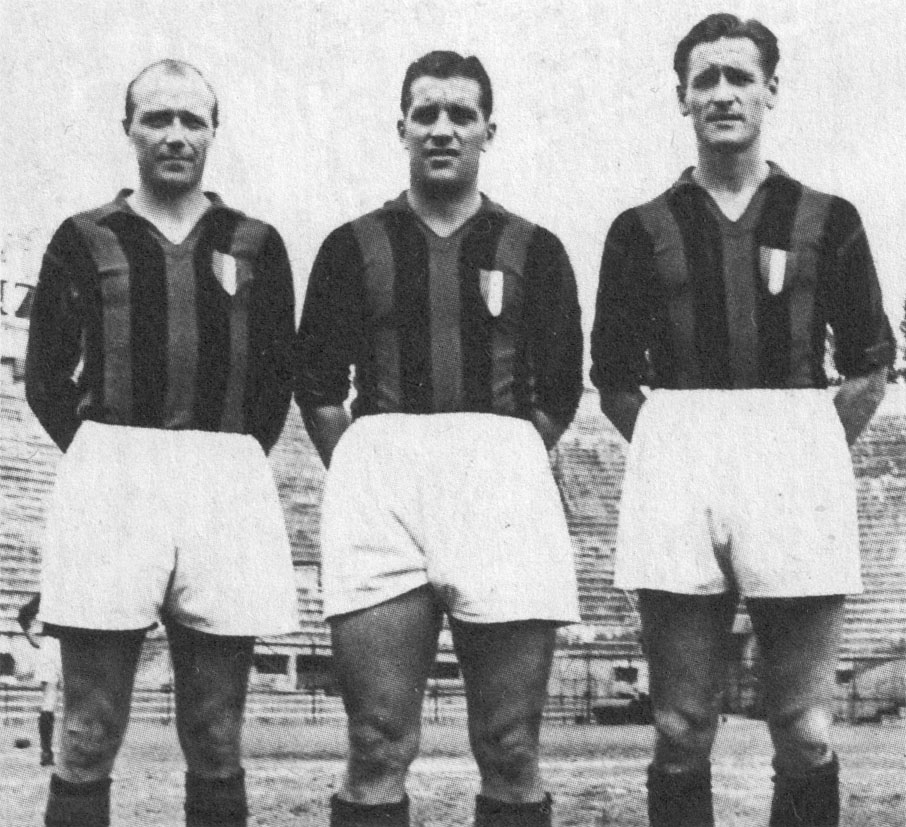
Trojka Gre-No-Li

## Historické poznámky
Trio vedlo švédskou reprezentaci k zlatým medailím na OH 1948. Na klubové scéně spolu hráli v italském klubu AC Milán od sezony 1949/50 do 1952/53 a největším úspěchem bylo jedno vítězství v lize 1950/51 a vítězství v Latinském poháru v roce 1951. Když odešel Gren do Fiorentiny, získal Nordahl s Liedholmem titul v sezoně 1954/55 a Latinský pohár v roce 1956, když odešel Nordahl do Říma, vyhrál Liedholm titul v sezonách 1956/57 a 1958/59.
Gunnar Nordahl vyhrál nejlepšího střelce v Serii A v pěti sezónách (1949/50, 1950/51, 1952/53, 1953/54, 1954/55) a je stále třetí nejlepší střelec všech dob v lize (a nejlepším střelcem všech dob v dresu Rossoneri). Nils Liedholm byl dlouho držitelem v počtu odehraných zápasů (394) jako cizinec v dresu Rossoneri do roku 2009 kdy jej překonal Clarence Seedorf.

## Obrázky

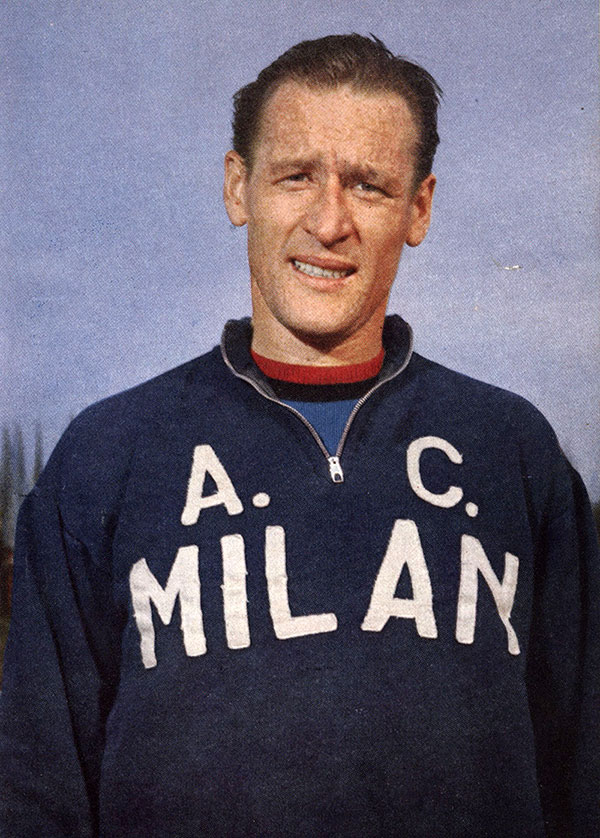
Nils Liedholm

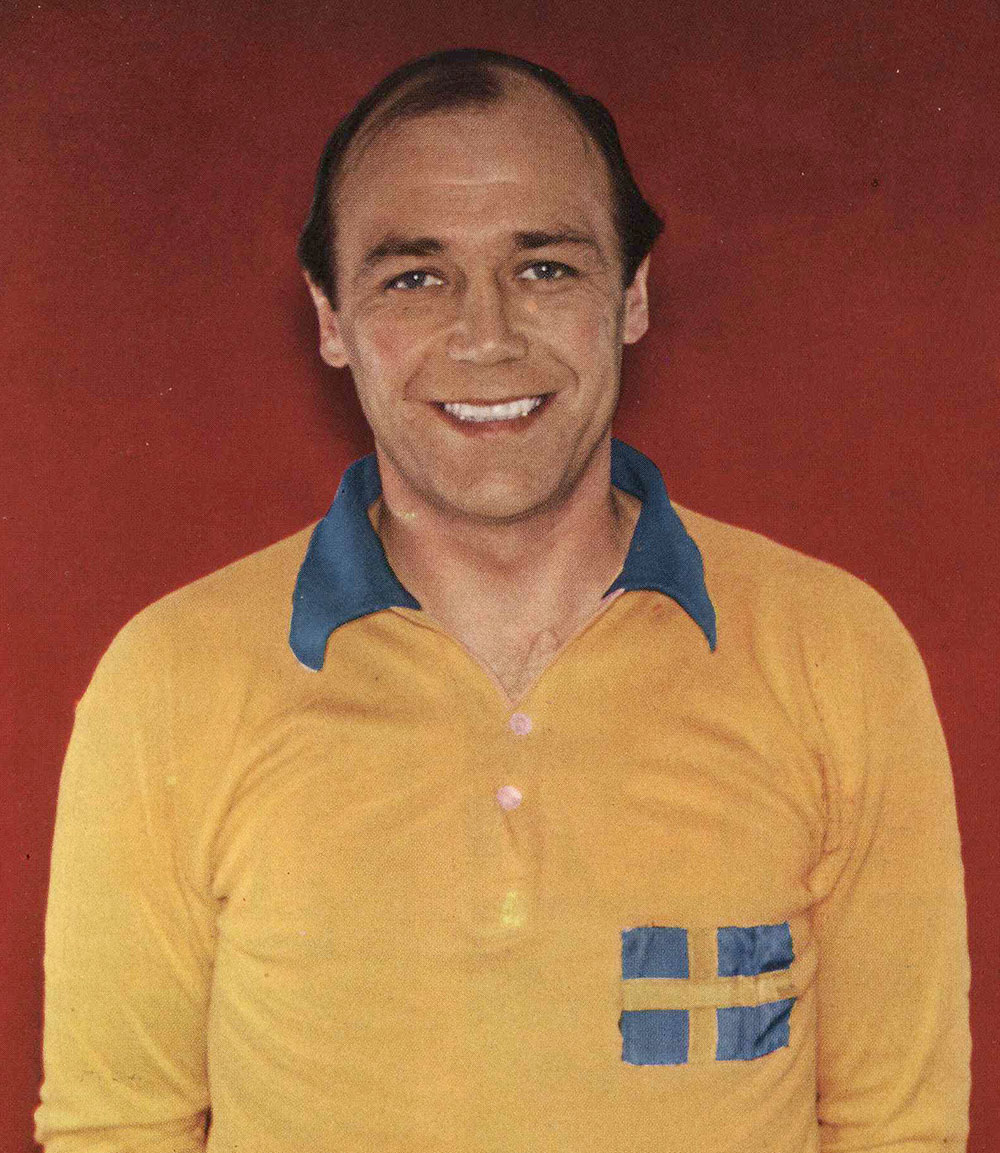
Gunnar Gren

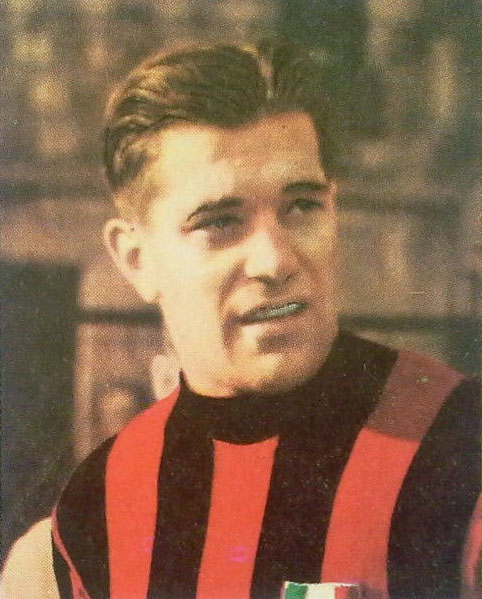
Gunnar Nordahl